# Дибуни (платформа)
Дибуни — зупинний пункт Жовтневої залізниці на дистанції Санкт-Петербург-Фінляндський — Виборг в межах сел. Пісочний Курортного району Санкт-Петербурга. Розташована на двоколійному перегоні Левашово — Білоострів між платформою Пісочна та станцією Білоострів.
Має 2 платформи, дерев'яний вокзал дореволюційних часів, поруч залізничний переїзд. Електрифікована в 1951 році у складі дистанції Санкт-Петербург-Фінляндський — Зеленогорськ. Реконструйовано разом з вокзалом під швидкісні потяги у 2008 — 2009 роках, побудовано пішохідний перехід. Квиткові каси не працюють. На станції зупиняються всі прямуючі через неї приміські електропоїзди, крім поїздів підвищеної комфортності. На початку XX століття тут була станція з колійним розвитком, яка обслуговувала цегельний завод Княгині Вяземської.